# El-Kanemi Warriors Football Club
L'El-Kanemi Warriors Football Club è una società calcistica nigeriana con sede nella città di Maiduguri. Milita nella Nigeria Premier League, la massima divisione del campionato nigeriano. La squadra gioca le partite casalinghe all'El-Kanemi Stadium.

## Palmarès

### Club

#### Competizioni nazionali
- Nigerian FA Cup: 3

1991, 1992, 2024

### Altri piazzamenti
- Coppa di Nigeria:

Finalista: 2001
- Coppa delle Coppe d'Africa:

Semifinalista: 1993